# Augustiner-Chorfrauen-Stift (Mannheim)

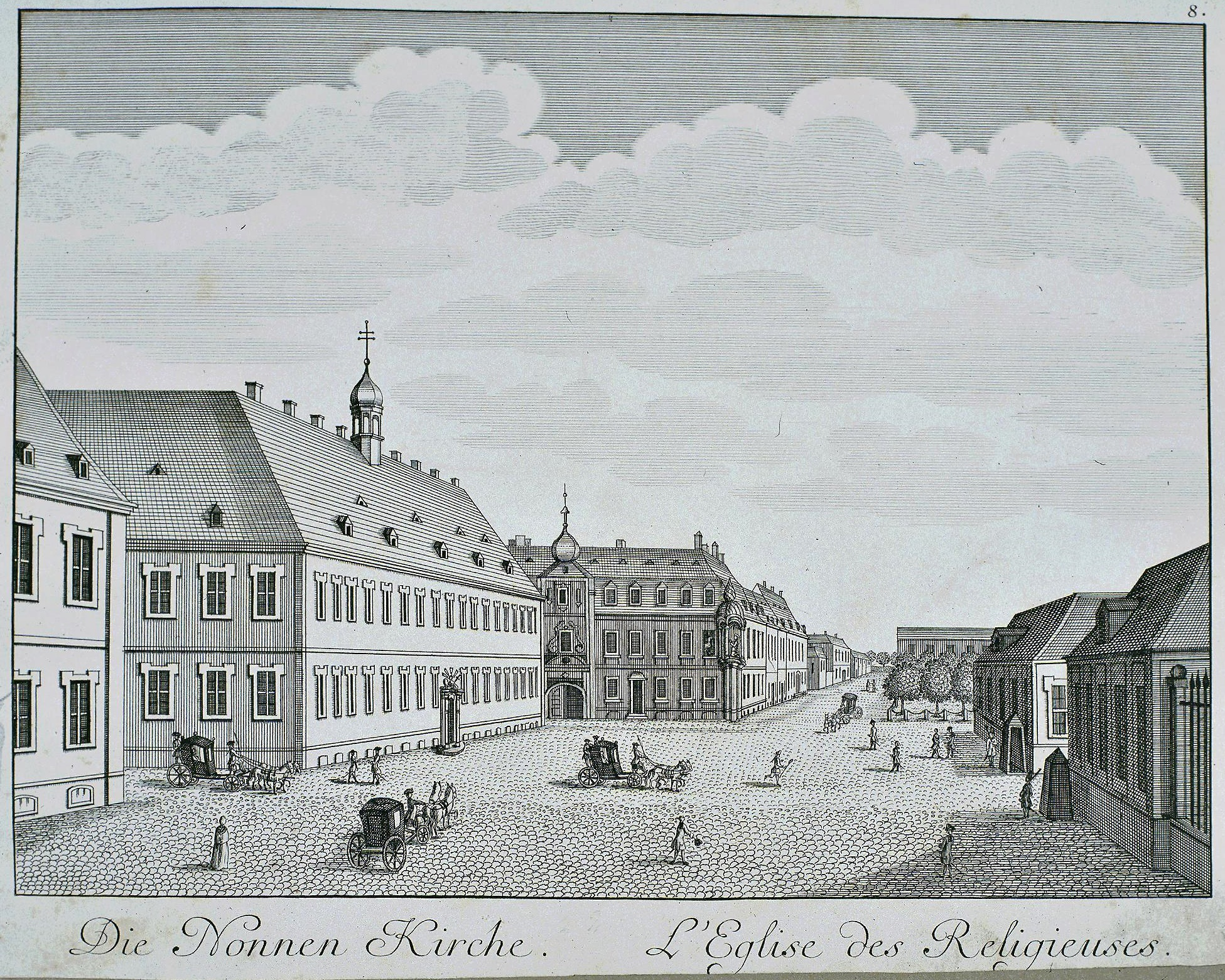
Linke Seite, Augustinerinnenstift Mannheim (auch Nonnenkirche genannt), ehemals Mannheim, L 1. Gegenüber der Haupteingang zum Schloss

Das Augustiner-Chorfrauen-Stift in Mannheim, L 1, widmete sich von 1722 bis zu seiner Auflösung 1805 der Schulbildung. Zu diesem Zeitpunkt hatte der Konvent 300 Schülerinnen, aber nur noch zehn Mitglieder, diese gaben aus Alters- und Gesundheitsgründen den Unterricht auf. Die Regierung löste danach den Konvent auf, allerdings wurden die Räumlichkeiten als katholische Schule weitergeführt. Die Kirche selbst wurde in ein Museum umgewandelt.

## Geschichte
Nach der Verlegung des kurpfälzischen Hofes nach Mannheim durch Kurfürst Carl Philipp folgten auch die katholischen Orden nach. Die Augustiner-Chorfrauen der Congrégation de Notre Dame aus Heidelberg eröffneten 1722 eine höhere Mädchenschule gegenüber dem Schloss. Sie erhielten die Erlaubnis, dort bis zu 30 Pensionatsschülerinnen und etwa 118 externe Schülerinnen zu unterrichten.
Das Gebäude nahm fast das ganze Quadrat L 1 ein. Nach einer Beschreibung des frühen 19. Jahrhunderts hatte es drei Portale, ein dorisches gegen das Schloss, ein einfaches zur Kirche in der Schlossstrasse (bzw. Breite Straße), und ein drittes mit ionischen Säulen gegen L 2. Weiter heißt es: Das ganze Gebäude ist zweistöckig und zählt hundert und sieben Fenster. Der hintere Theil ist sichtbar neu angebauet. Es wurde im Jahr 1725 angefangen, und den, der Regel des heiligen Augustinus folgenden, Nonnen zum Unterrichte der weiblichen Jugend in Religion, Sprachen und Sitten überlassen. Der Gottesdienst in der dabei befindlichen Kirche wurde von einem Kapuziner versehen. Jetzt ist dieses Gebäude für das katholische deutsche Lehrinstitut eingerichtet, und enthält, nebst den hinlänglichen Schulzimmern, die Wohnungen für die Lehrer und Lehrerinnen der katholischen Jugend.
Die notwendigen Bauten wurden durch Spenden finanziert, da gemäß den Ordenssatzungen kein Schulgeld erhoben wurde. Ab 1781 gewährte auch der Kurfürst Carl Theodor einen jährlichen Zuschuss und legte die Zahl der Konventsmitglieder auf 18 Lehr- und sieben Laienschwestern fest.
Die staatlichen Zuschüsse wurden mit dem Übergang an das Großherzogtum Baden eingestellt. 1805 gaben die letzten zehn Schwestern – auch aus Alters- und Gesundheitsgründen – den Unterricht auf. Die Schule besuchten zu diesem Zeitpunkt etwa 300 Schülerinnen. Danach diente das Gebäude weiter als katholische Schule. Die zugehörige Kirche war nicht groß und bot nach Ansicht der Zeitgenossen „nichts von Bedeutung dar“. Auch sie diente bis 1898 als Schulkirche.
1898 tauschte die katholische Gesamtkirchengemeinde mit der Stadt die Anlage gegen ein Grundstück in der Oststadt zum Bau der Heilig-Geist-Kirche. Einige Gedenksteine der Schulkirche wurden später dort aufgestellt. Ein Steinrelief, das die heilige Familie zeigt, wurde in der Jesuitenkirche hinter dem Marienaltar angebracht.
Die Kirche wurde dann vom Mannheimer Kunstverein als Ausstellungsraum genutzt. Im Zweiten Weltkrieg wurden die Gebäude stark beschädigt und abgerissen. Ein neues Gebäude aus den 1950er Jahren diente danach dem staatlichen Gesundheitsamt. Seit 2005 stand es leer. Nach einer umfassenden Renovierung ist dort seit 2010 die Verwaltung der Universität Mannheim eingezogen.

## Grablege
In der Kirche des Augustiner-Chorfrauen-Stiftes waren verschiedene lokalgeschichtlich bedeutsame Personen bestattet, wobei eines der Grabmäler von dem kurpfälzischen Hofbildhauers Peter Anton von Verschaffelt (1710–1793), für seine Tochter Ursula de Saint Martin (1749–1780) geschaffen worden war. Die sterblichen Überreste der Toten wurden bei Profanierung der Kirche (1898) teilweise auf dem Hauptfriedhof Mannheim neu beigesetzt.
Bei den in der Kirche ruhenden Toten handelte es sich im Einzelnen um:
- Ursula de Saint Martin, geb. von Verschaffelt (1749–1780), Grabmal heute in der Heilig-Geist-Kirche
- Claude de Saint Martin (1729–1799), Ehemann der Vorigen, Grabmal von Theodor Wagner heute in der Heilig-Geist-Kirche
- Josepha Ursula von Herding, geb. de Saint Martin (1780–1849), Tochter der Vorgenannten, mit neuem Grabstein auf dem Hauptfriedhof bestattet
- Maximilian von Herding (1802–1850), bayerischer Kämmerer, Sohn der Vorgenannten, auf dem Grabstein seiner Mutter erwähnt
- Anna Wilhelmina von Beveren geb. von Landsberg († 1736), Gattin des kurpfälzischen Konferenzministers Sigismund von Beveren (Grabinschrift überliefert im Thesaurus Palatinus des Johann Franz Capellini von Wickenburg).[2]
- Johann Ignatius von Suck (1673–1744) stellvertretender Kommandeur des 1. Kurpfälzischen Reiter-Regiments und seine Gattin Maria Katharina geb. Moll (1690–1730) (Grabinschrift überliefert im Thesaurus Palatinus des Johann Franz Capellini von Wickenburg).[3]

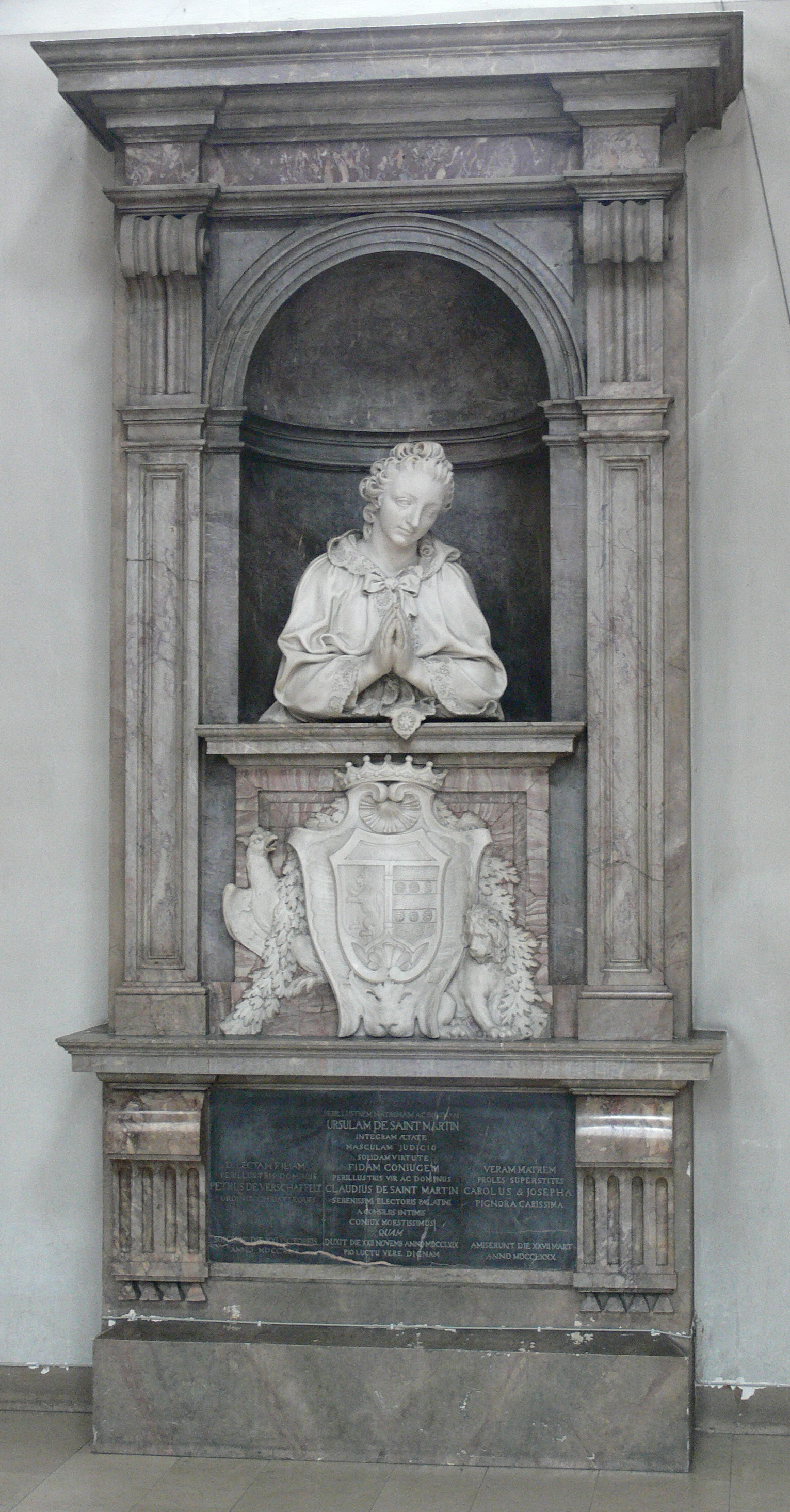
Grabmal Ursula von Saint-Martin
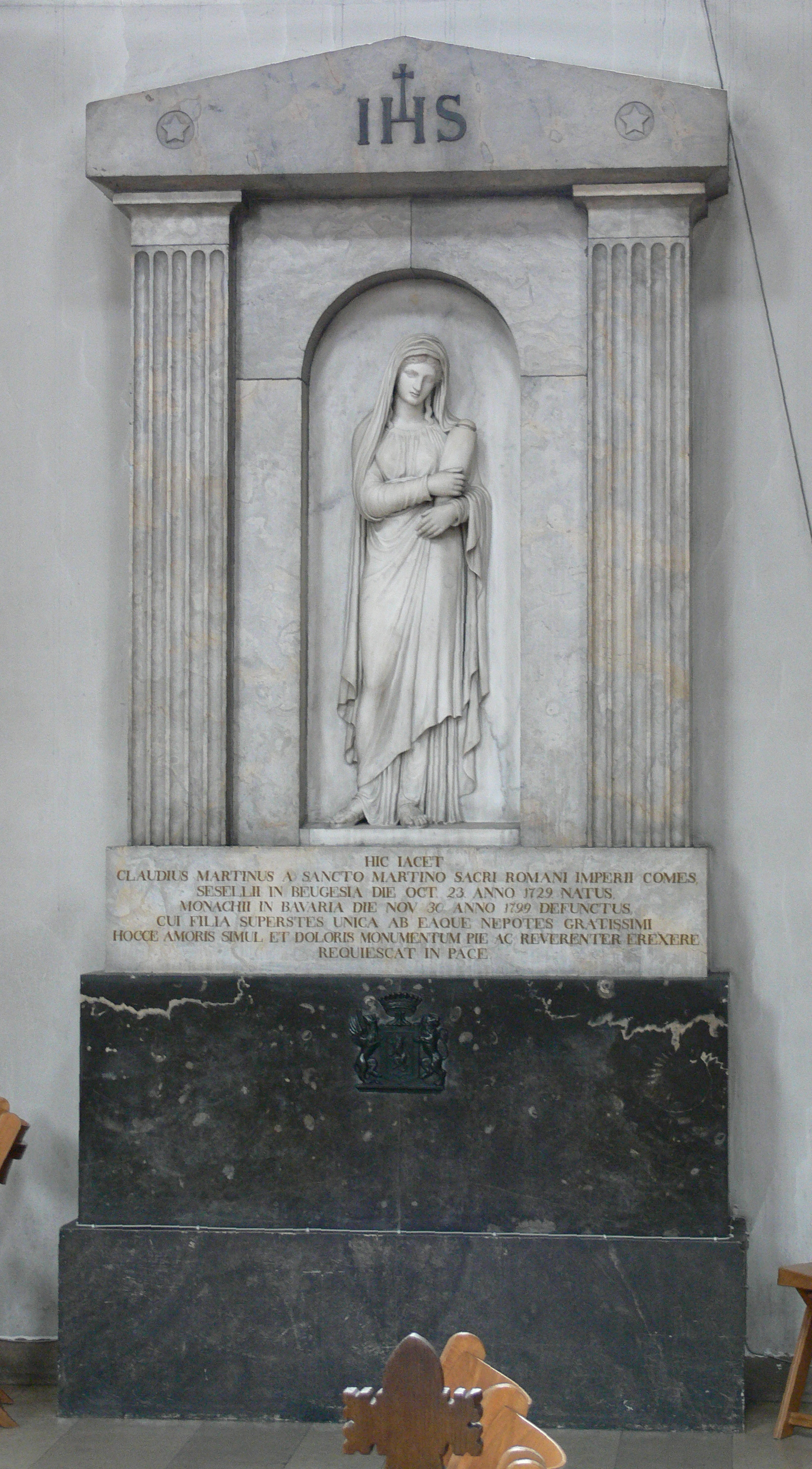
Grabmal Claude de Saint Martin (beide jetzt Heilig-Geist-Kirche)
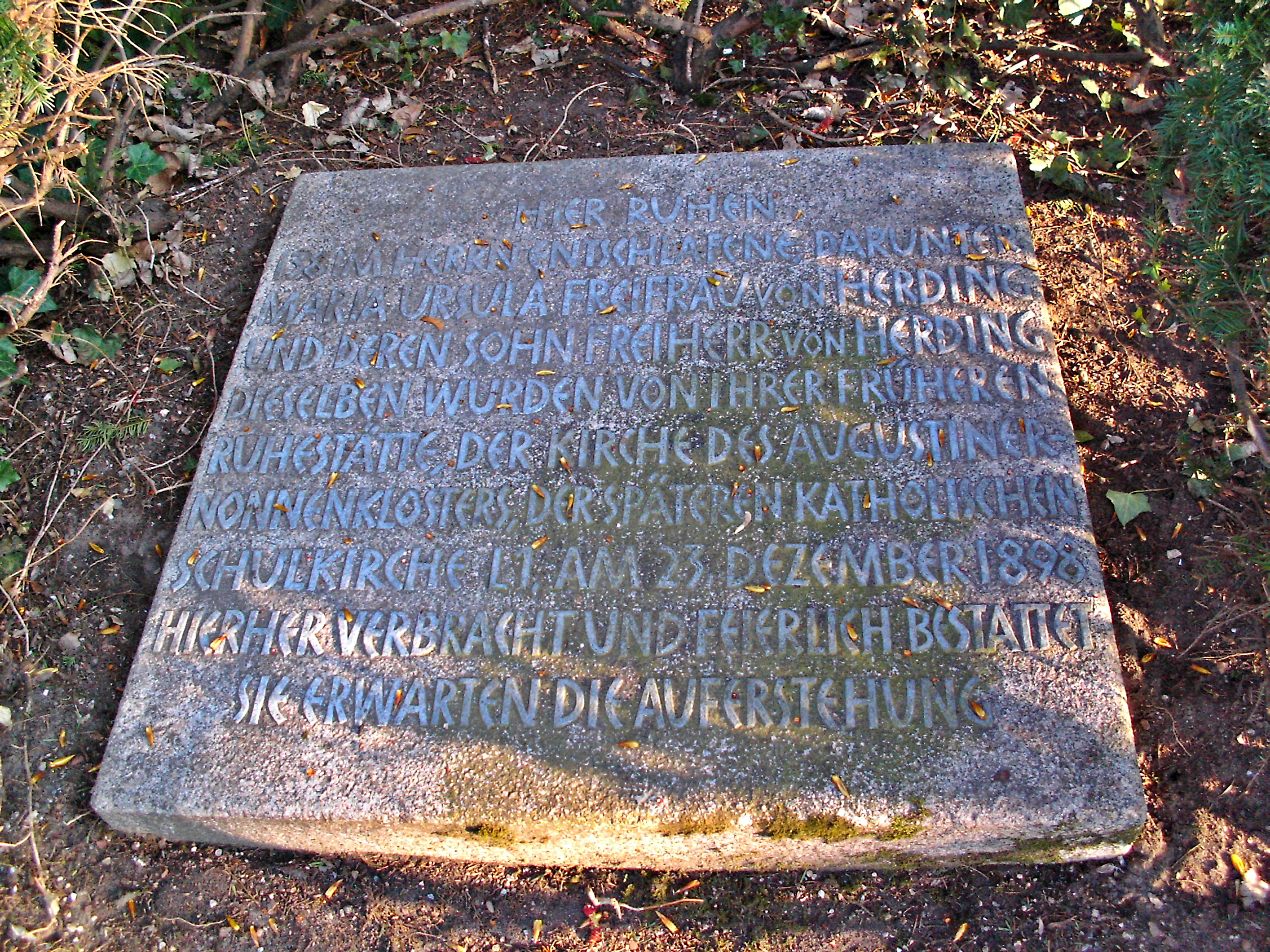
Moderne Grabplatte Josepha Ursula von Herding auf dem Hauptfriedhof; mit Hinweis auf die Umbettung aus der Augustinerinnenkirche
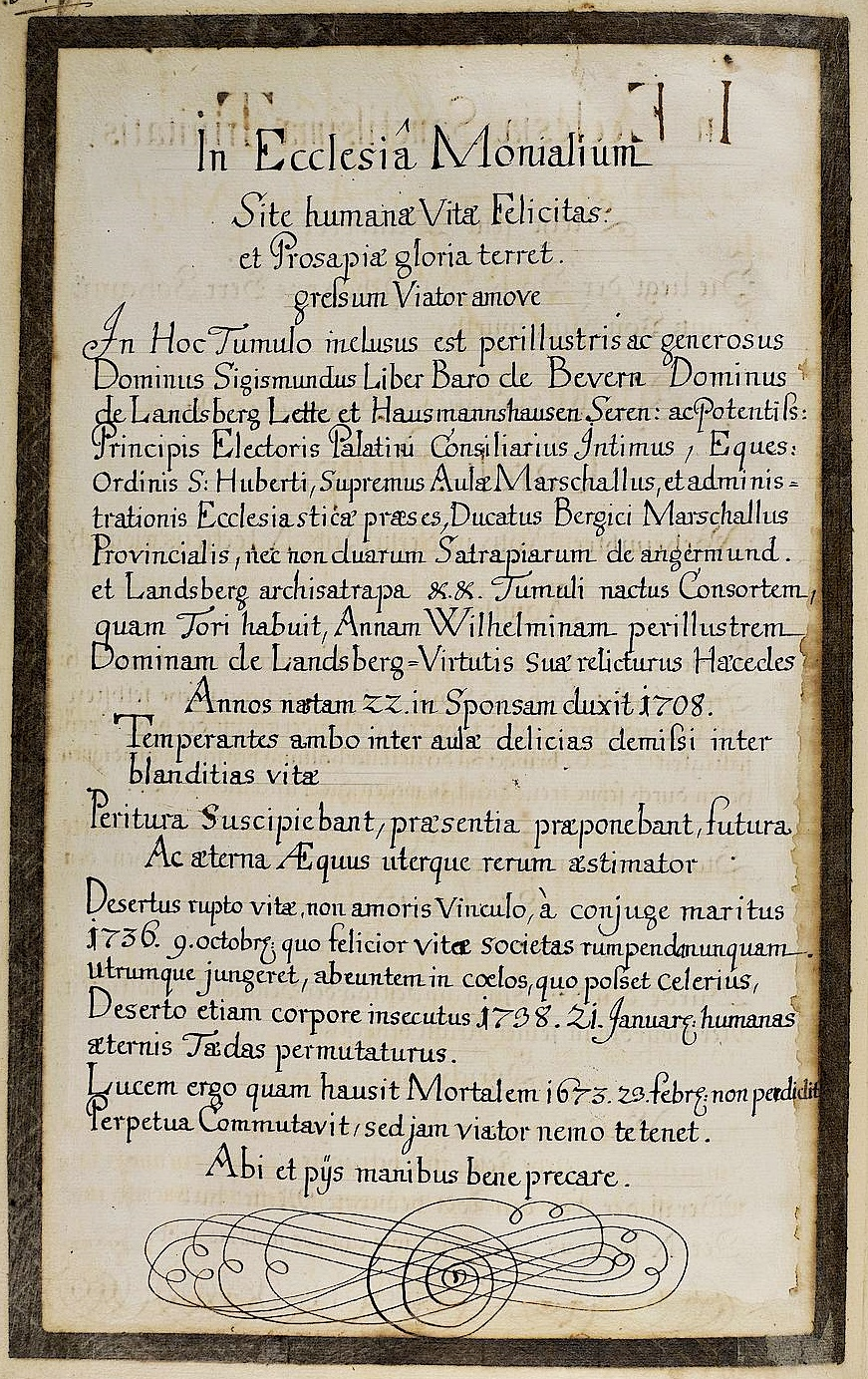
Grabinschrift Anna Wilhelmina von Beveren geb. von Landsberg
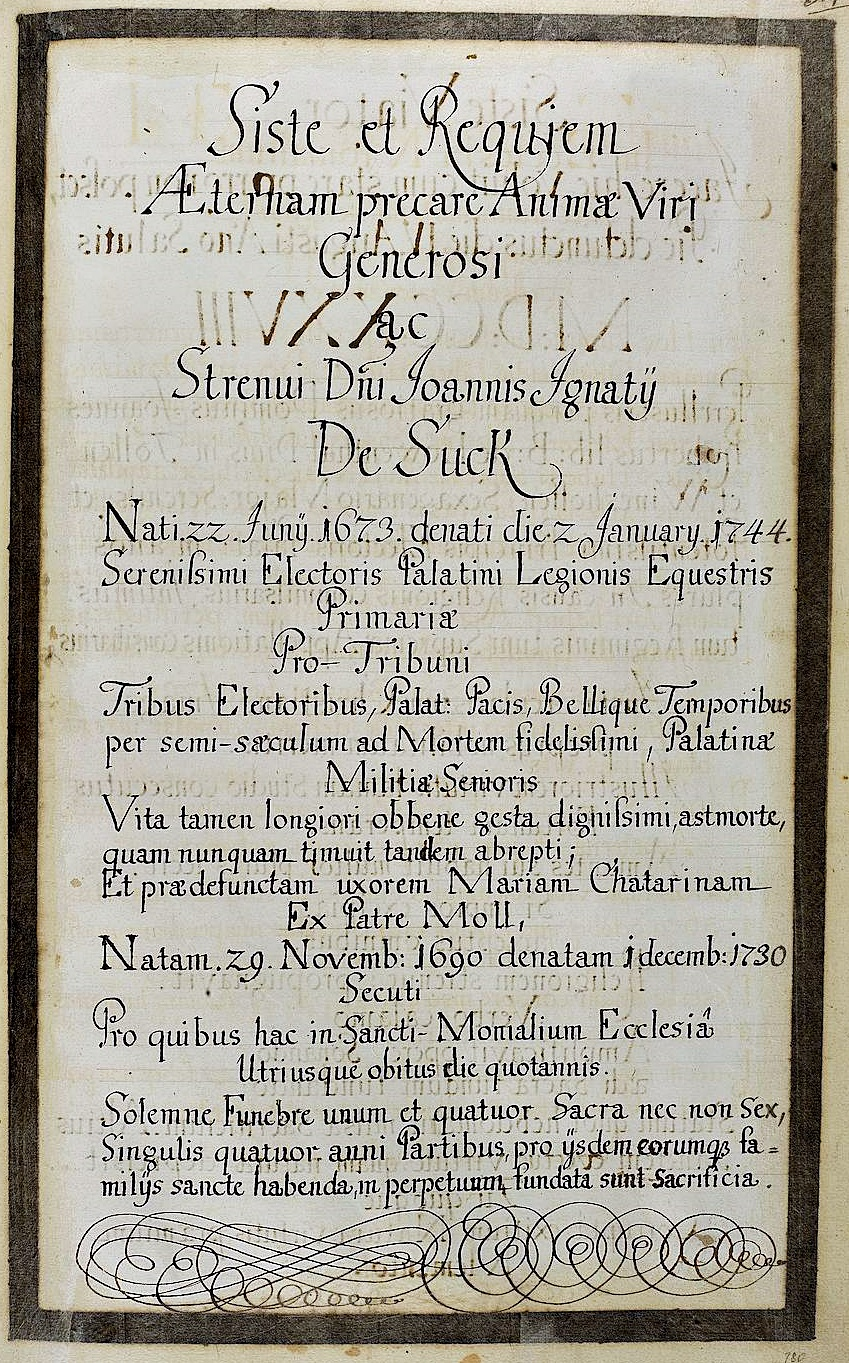
Grabinschrift Johann Ignatius von Suck und Gattin